# Herbert Kitschelt
Herbert P. Kitschelt est un spécialiste des sciences politiques et professeur en relations internationales pour la chaire George V. Allen à l'Université Duke (Caroline du Nord) né le 16 juin 1955. Kitschelt est reconnu pour avoir redéfini l’espace concurrentiel des partis politiques en Europe occidentale. Il affirme que le modèle traditionnel selon lequel les partis sont en compétition s’est progressivement transformé en un nouveau modèle de division politique, réparti en deux catégories, "libertaire de gauche" et "autoritaire de droite", en raison des changements sociaux survenus dans les sociétés capitalistes des pays développés. Il est également l'un des premiers chercheurs à étudier sur le long terme la montée des partis verts en Europe, qu'il qualifie de "libertaires de gauche".
Dans The Radical Right in Western Europe, co-écrit avec Anthony J. McGann, Kitschelt affirme que la séparation de la social-démocratie des classes ouvrières a permis à la droite radicale européenne de gagner en popularité auprès des ouvriers.
Dans d'autres ouvrages, il explique également le gain de popularité récent des nouveaux partis d'extrême droite en Europe, et étudie la formation des systèmes politiques dans les démocraties post-communistes. En ce qui concerne l'Europe de l'Est, Kitschelt soutient que les modèles de compétition entre partis – et la mesure dans laquelle ils sont structurés en termes programmatiques (par opposition à clientélistes) – sont produits par l'héritage de différents aspects du régime communiste, qui reflètent à leur tour des structures sociales et étatiques pré-communistes. Kitschelt et ses co-auteurs admettent cependant que l'inspiration du parti unique qu'ils ont vu et vécu par le passé peut avoir un rôle important dans le renforcement de la politique nationale. Ses écrits les plus récents portent sur les questions de liens entre partis politiques et société, mais aussi sur le favoritisme et le clientélisme.
En 2025, il reçoit le prix Johan Skytte pour ses travaux sur les systèmes démocratiques partisans. 

## Publications
- The Logics of Party Formation: Ecological Politics in Belgium and Germany (Cornell University Press, 1989)
- The Transformation of European Social Democracy (Cambridge University Press, 1994)
- The Radical Right in Western Europe: A Comparative Analysis (en) (University of Michigan Press, 1995) co-écrit avec Anthony J. McGann ;
- Post-Communist Party Systems, Competition, Representation, and Inter-Party Cooperation (Cambridge University Press, 1999) co-écrit avec Zdenka Mansfeldova, Radoslav Markowski et Gabor Toka ;
- Patrons or Policies? Patterns of Democratic Accountability and Political Competition (Cambridge University Press, 2006) co-édité avec Steven Wilkinson.